# 巴克斯波特 (緬因州普查規定居民點)
巴克斯波特（英語：Bucksport）是位於美國緬因州漢考克縣的一個普查規定居民點。

## 人口
根據2020年美國人口普查的數據，巴克斯波特的面積為37.67平方千米，當中陸地面積為29.56平方千米，而水域面積為8.11平方千米。當地共有人口2832人，而人口密度為每平方千米75.18人。